# Prêmio Teen Choice de melhor luta
O Prémio Teen Choice de Melhor Luta (em inglês: Teen Choice Award for Choice Movie: Rumble) é um dos prêmios apresentados pela FOX. A primeira cerimónia aconteceu em 2005. O que se segue é uma lista dos vencedores e nomeados ao Teen Choice Awards para tal categoria.
- Os vencedores estão em negrito

## Vencedores e nomeados

### 2000
| Ano  | Vencedores                                                                                  | Nomeados | Ref.  |
| ---- | ------------------------------------------------------------------------------------------- | --- | ----- |
| 2005 | Brad Pitt vs. Angelina Jolie – Mr. & Mrs. Smith                                             | - Elisha Cuthbert e Chad Michael Murray vs. Brian Van Holt – A Casa de Cera - Will Ferrell vs. outros– Anchorman: The Legend of Ron Burgundy - Jon Heder vs. Jon Gries – Napoleon Dynamite - Ashton Kutcher vs. Bernie Mac – Guess Who - Ewan McGregor vs. General Grievous – Star Wars: Episode III – Revenge of the Sith - Stone Cold Steve Austin vs. Bob Sapp – The Longest Yard - Z-boys vs. Proprietário do restaurante – Lords of Dogtown | [ 1 ] |
| 2007 | Orlando Bloom vs. Tripulação The Flying Dutchman – Pirates of the Caribbean: At World's End | - Josh Duhamel vs. Blackout – Transformers - Chris Evans vs. Julian McMahon – Fantastic Four: Rise of the Silver Surfer - Tobey Maguire vs. James Franco, Topher Grace and Thomas Haden Church – Spider-Man 3 - Os Spartans vs. Imortais – 300 | [ 2 ] |
| 2009 | Robert Pattinson vs. Cam Gigandet – Twilight                                                | - Beyoncé vs. Ali Larter – Obsessed - Anne Hathaway vs. Kate Hudson – Bride Wars - Hugh Jackman and Liev Schreiber vs. Ryan Reynolds – X-Men Origins: Wolverine*Chris Pine vs. Zachary Quinto – Star Trek | [ 3 ] |